# Список умерших в 1268 году

Реньеро Дзено

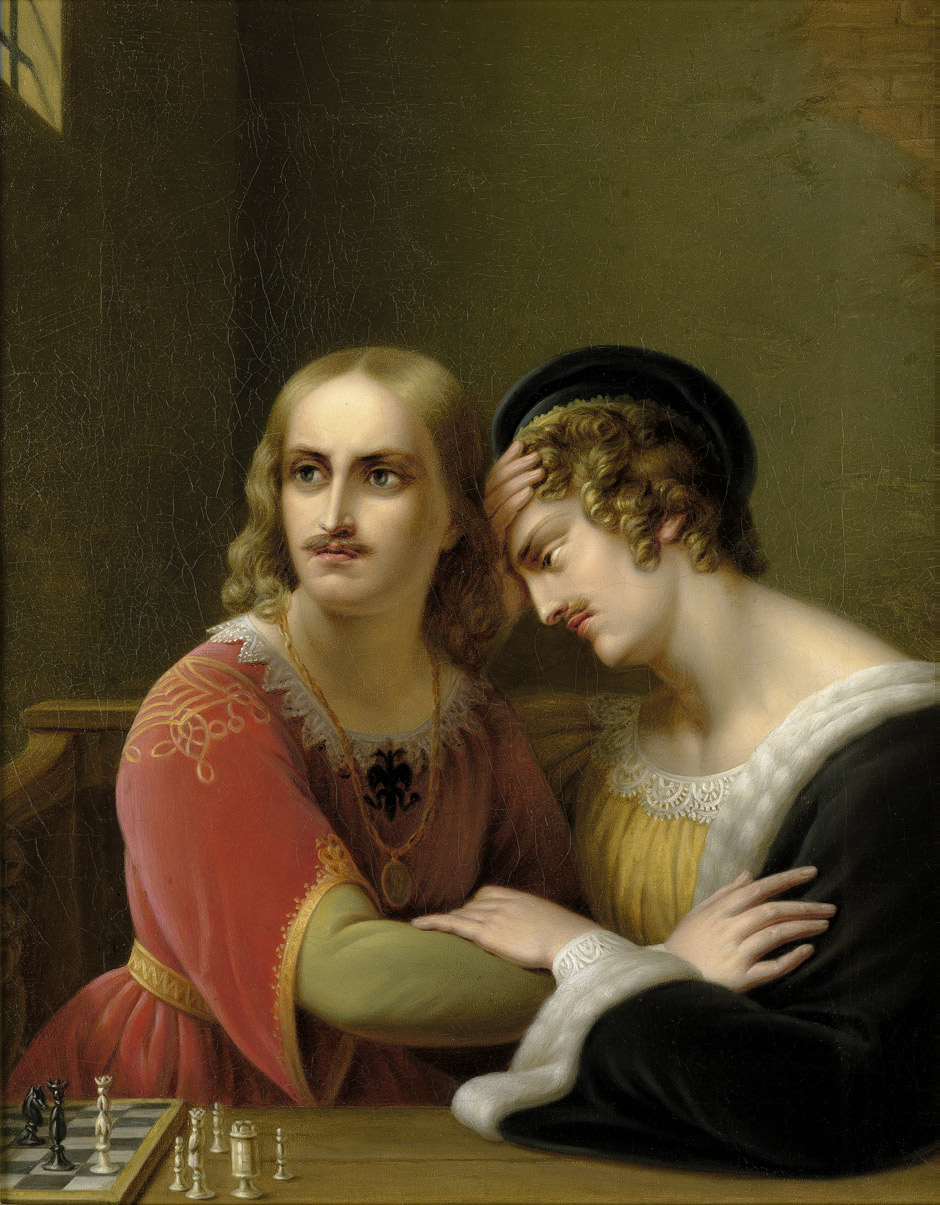
Конрадин и Фридрих I Баденский

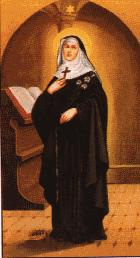
Саломея Краковская

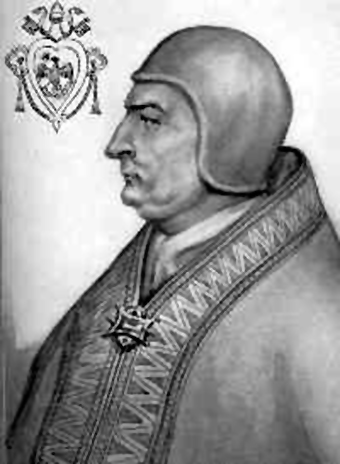
Климент IV

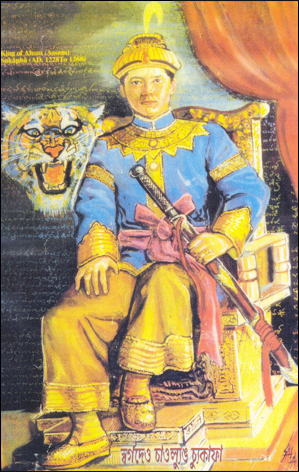
Сукапхаа

В этой статье представлен список известных людей, умерших в 1268 году.
См. также: Категория:Умершие в 1268 году

## Январь
- 8 января — Уильям Модит, английский аристократ, 8-й граф Уорик (с 1253 или 1263).
- 11 января — Алиньян, Бенуа д' — учёный монах-бенедиктинец и епископ марсельский (1229—1267), святой римско-католической церкви.
- 12 января — Гицур Торвальдссон, исландский политический деятель, первый ярл Исландии (с 1258).

## Февраль
- 18 февраля:
  - Кондрат — новгородский тысяцкий (1264—1268), пропал без вести во время Раковорской битвы;
  - Михаил Фёдорович — новгородский посадник (1257—1268), погиб в Раковорской битве.

## Апрель
- 8 апреля — Иоганн III — маркграф Бранденбург-Зальцведельский (1267—1268).

## Май
- 8 мая — Фома Сплитский — далматинский хронист
- 15 мая — Пьер II Савойский — граф Савойский (1263—1268), граф Ричмонд (1241—1268)
- 30 мая — Томаш I[нем.]	— епископ Вроцлава (1232—1268)

## Июль
- 7 июля
  - Дзено, Реньеро — венецианский дож (1252-1268)
  - Ульрих Секауский — епископ Секау	(1244—1268), архиепископ Зальцбурга (1256—1265)
- 24 июля — Мартин Пармский[итал.]	— епископ Мантуи (1252—1268) — святой римско-католической церкви

## Август
- 11 августа — Агнес де Фосиньи[англ.] — графиня-консорт Савойская (1263—1268), жена Пьера II Савойского.
- 23 августа — Анри де Куранс, маршал Франции.
- 29 августа — Беатриса Назаретская — фламандская цистерцианская монахиня, первая писательница на раннем нидерландском языке, святая римско-католической церкви

## Октябрь
- 21 октября — Джакомо дель Карретто, маркграф ди Финале (1231—1268), титулярный маркграф Савоны из династии дель Карретто.
- 25 октября — Джон де Баллиол — барон Баллиол (1229—1268), опекун (регент) Шотландии (1249—1255), основатель Баллиол-колледжа, отец Иоанна I
- 29 октября:
  - Конрадин (16) — король Сицилии (как Конрад II) (1254—1258), король Иерусалима (как Конрад III) (1254—1268), последний герцог Швабии (как Конрад IV) (1254—1268), последний представитель династии Гогенштауфенов, казнён в Неаполе;
  - Фридрих I Баденский — герцог Австрии и герцог Штирии (1250—1251), маркграф Бадена (1250—1268), казнён в Неаполе.

## Ноябрь
- 17 ноября — Саломея Краковская — польская княжна, жена Коломана, князя (в венгерских источниках — короля) галицкого, герцога славонского и хорватского, святая римско-католической церкви.
- 27 ноября — Питер де Айгуебланче[англ.] — епископ Херефорда (1240—1268)
- 29 ноября — Климент IV (78) — папа римский (1265—1268).

## Декабрь
- 24 декабря — Коное Мотохира[англ.] — японский регент, кампаку (1267—1268)

## Дата неизвестна или требует уточнения
- Барраль I де Бо — сеньор де Бо (1239/1240 — 1268), Великий юстициарий Сицилийского королевства (1266—1268)
- Генри де Брактон — английский юрист, один из основоположников общего права.
- Вишнувардхана, четвёртый король Сингасари (1250—1268).
- Георгий, грузинский царевич, сын царя Давида VII Улу.
- Джон де Чим[англ.]	— епископ Глазго (1259—1267)
- Дугал III — Король Островов (1249—1266), Король Гарморана и Гебридских островов (1240-е — 1268) Король Аргайла) (1249—1255)
- Ибн Алдан[англ.] — арабский криптограф.
- Иехиэль из Парижа, духовный лидер еврейства Франции, крупный тосафист и глава иешивы в Париже.
- Ирина Дукена Ласкарина — царица-консорт Болгарии (1257—1268), жена Константина I Тиха.
- Уильям Латимер, английский землевладелец, шериф Йоркшира (1254—1260 и 1266—1267), исчитор земель к северу от Трента (1258—1265).
- Садайяварман андара Пандья I[англ.] — правитель Пандья (1251—1268)
- Сукапхаа[англ.] — основатель и первый правитель государства Ахом.
- Уильям IV де Бошан из Элмли, английский землевладелец, феодальный барон Салварпа и шериф Вустершира (с 1236).
- Хали I[англ.] — султан Мальдивских островов (1266—1268)